# مقاطعة بلونت (تينيسي)
مقاطعة بلونت (بالإنجليزية: Blount County, Tennessee)‏ هي إحدى مقاطعات ولاية تينيسي في الولايات المتحدة. ، بلغ عدد سكانها 123010 نسمة في عام 2010 حسب إحصاء مكتب تعداد الولايات المتحدة وتصل الكثافة السكانية فيها 73 نسمة/كم2.

## أعلام
- تومي وودز
- جوشوا إل. مارتن
- ستيفن ساندرز شاندلير جونيور

## وصلات خارجية
- www.blounttn.org